# Trebnitz (Könnern)
Trebnitz is een plaats en voormalige gemeente in de Duitse deelstaat Saksen-Anhalt, en maakt deel uit van de Landkreis Salzlandkreis. De toenmalige zelfstandige gemeente is op 1 mei 1997 geannexeerd door Könnern.